# فلاديمير بيكين
فلاديمير بيكين هو لاعب كرة قدم بلغاري في مركز الوسط، ولد في 10 أغسطس 1986 في بلغاريا. لعب مع نادي بيروي ستارا زاغورا ونادي سبارتاك فارنا.

## وصلات خارجية
- فلاديمير بيكين على موقع قاعدة بيانات كرة القدم.إي يو (الإنجليزية)